# Никола Ризов
 Тази статия е за дипломата.  За хайдутина вижте Никола Ризов (хайдутин).  
Никола Христов Ризов е български дипломат, общественик и журналист.

## Биография
Никола Ризов е роден в 1872 (или 1855) година в Битоля, Македония. Брат е на Димитър Ризов. В 1895 година участва в Четническата акция на Македонския комитет в Четвърти отряд на Борис Сарафов.
През 1897 година завършва Школата за политически и административни науки в Париж, след което отбива шестмесечна военна служба в Шести пехотен търновски полк. През учебните 1899-1900 и 1900-1901 година Никола Ризов е преподавател в Солунската българска мъжка гимназия. В 1901 година е арестуван с Иван Гарванов след смъртта на Яким Игнатиев и е освободен след застъпничество на Стоян Данев. Заминава за България и постъпва на работа в Министерството на външните работи и изповеданията в София, като до април 1904 година е младши подначалник, а до октомври 1905 година е старши подначалник. От октомври 1905 година Ризов е втори секретар при Княжеското дипломатическо агентство в Берлин, от септември 1906 година е първи секретар на агентството в Атина, а от януари 1908 г. - в Букурещ.
След Младотурската революция в 1908 година, на 1 септември 1908 година Ризов е уволнен по собствено желание от Министерството на външните работи и изповеданията и се завръща в Македония, където се включва в политическия живот. Става деец на Съюза на българските конституционни клубове и е избран за делегат на неговия Учредителен конгрес от Цариград.
През 1908 – 1909 година той издава брошурата „Възраждането на Турция“, а под псевдонима Дипломат - „Албанското възраждане“, в която проследява Албанското възраждане и го разглежда като предпоставка за развитие на приятелски отношения между българи и албанци. Същевременно, до 23 декември 1911 той е главен училищен инспектор към Българската екзархия.
През юни-август 1912 година, в навечерието на Балканската война Ризов е изпратен от правителството на Иван Евстатиев Гешов на секретна мисия в Албания. През септември 1912 година, при мобилизацията Ризов постъпва като доброволец в щаба на Трета армия.
В периода март 1915 – септември 1917 година Никола Ризов е пръв помощник на директора на печата към Външно министерство, където отговаря за книжовната пропаганда. Стои на прогермански позиции. През март-август 1919 година. Ризов е началник на Търговското отделение в Дирекцията по прехраната, а в периода май-юни 1923 година е трети редактор на вестник „Еко дьо Бюлгари“.
В 1920 година Ризов, заедно със Симеон Бурев, преговаря от името на Изпълнителния комитет на Македонските братства с Габриеле д'Анунцио за общи действия против Кралството на сърби, хървати и словенци.
Като журналист Ризов сътрудничи на унгарски, италиански и словашки вестници. През 1930 година в списание „Архив за стопанска, социална и правна политика“ Ризов обнародва съчинението си „Бриановата Паневропа“, което на следната година е публикувано като самостоятелно издание.
Почива на 4 март 1942 година в София, погребан е на следващия ден.
Петър Карчев пише за него:
| „ | ...самомнителен апологет на военното немско могъщество. Никола Ризов беше слаб, кокалест, почти дребен на ръст човек. Лицето му беше продълговато, с рядка козя брадичка. Говореше с апломб на многознаещ политик... | “ |